# Тибоу, Тим
Тимоти Ричард «Тим» Тибоу (англ. Timothy Richard "Tim" Tebow, род. 14 августа 1987 года) — американский профессиональный игрок в американский футбол, выступавший на позиции тайт-энда, а также бейсболист. Ранее Тибоу выступал в Национальной футбольной лиге за команды «Денвер Бронкос» и «Нью-Йорк Джетс». Во время учёбы во Флоридском университете он дважды с командой становился победителем национального чемпионата BCS в 2006 и 2008 годах. На драфте НФЛ 2010 года был выбран «Бронкос» в первом раунде по общим 25-м номером.
С 30 декабря 2013 года начал работать аналитиком университетских матчей по американскому футболу в подразделении ESPN SEC Network.

## Биография
Тибоу стал стартовым квотербеком «Флорида Гейторс» в 2007 году. В том же году он завоевал Хайсман трофи, став первым второгодкой в истории, завоевавшим эту награду. В 2008 году Тибоу вместе с командой завершил сезон с результатом 13-1, а позже и завоевал свой второй чемпионский титул, завоевав титул защитного МВП чемпионской игры. За свою карьеру в студенческом футболе Тибоу установил рекорд Юго-восточной конференции по пассовой эффективности и по количеству рашевых тачдаунов, став вторым и десятым по этим показателям в истории NCAA.
В 2010 году Тибоу выходил в стартовом составе «Бронкос» в трёх последних играх сезона, а уже в 2011 году, после пяти игр сезона, стал стартовым квотербеком команды. До этого команда шла с результатом 1-4, но после того, как он вошёл в стартовый состав, начала выигрывать и, в результате, завоевала титул чемпиона Запада АФК и, впервые с 2005 года, вышла в плей-офф. В межсезонье «Бронкос» получили квотербека Пейтона Мэннинга и из-за этого продали Тибоу в «Нью-Йорк Джетс». В «Джетс» Тибоу практически не получал игрового времени и 29 апреля 2013 года был уволен. 11 июня 2013 года он подписал двухлетний негарантированный контракт с «Нью-Ингленд Пэтриотс», однако 31 августа команда решила отказаться от его услуг.
20 апреля 2015 года Тибоу подписал однолетний контракт с клубом «Филадельфия Иглз», но 5 сентября, ещё до начала регулярного чемпионата, команда отказалась от его услуг.
20 января 2020 года женился на победительнице конкурса «Мисс Вселенная 2017» Деми-Лей Нель-Петерс.